# シィライン
シィライン株式会社は青森県青森市に本社を置く第三セクターの船会社である。Shimokita Isolate Island Lineを略してシィラインと呼ばれている。

## 概要
下北汽船（現：むつ湾フェリー）より離島航路指定を受けている青森 - 佐井航路を引き継いで発足した。日本ではほぼ唯一となる、陸路では交通困難な僻地を、高速船により海路で結ぶ路線であり、離島航路としての扱いを受けていたが、2023年（令和5年）3月31日に航路が廃止となった。
青森市から佐井村・大間町を最短で結ぶ公共交通機関であり、日常の足として利用されていた。冬期間（12月上旬から4月下旬まで）は、国道338号の脇野沢-牛滝間が通行止区間となるため、当航路で補完している。
航行中は、沖合から仏ヶ浦を望むことが出来るほか、マグロなど津軽海峡を行き交う魚群の回遊を楽しむことも出来る。

### 沿革
- 2005年9月30日 - 設立。
- 2006年1月1日 - 下北汽船株式会社（現：むつ湾フェリー株式会社）より、青森 - 佐井航路を譲受。
- 2008年11月13日 - 「ほくと」の老朽化に伴い、新造船「ポーラスター」に置き換え、就航。
- 2022年6月14日 - 「ポーラスター」の機関不具合の為、この日から全便運休。7月30日からの運航再開を予定。
- 2023年3月31日 - 運航終了。前年3月、むつ市と佐井村は、運航中の高速船「ポーラスター」建造の借入金の支払いが2022年11月で終了する事から、シィラインに対する赤字補填を終了。これを受けて2022年度末で運航を終了する方針を示していた[1]。

## 航路
※運航終了時点の情報を記載する。
- 離島航路（2往復/日）：青森発着所（青森市） - 脇野沢港（むつ市） - 牛滝港（佐井村） - 福浦港（佐井村） - 佐井港（佐井村）
  - 青森発着所は青森駅の北にあるシィライン本社が入居する「青森港旅客船ターミナル」前。青森駅から徒歩10分。
  - 脇野沢からは、川内 - 大湊駅 - 下北駅 - 田名部駅行の、ジェイアールバス東北下北本線（下北シーサイドライン）が出ている。
  - 佐井からは、大間町 - 風間浦村 - むつバスターミナル経由下北駅行の、下北交通バスむつ・佐井線が出ている。

## 船舶

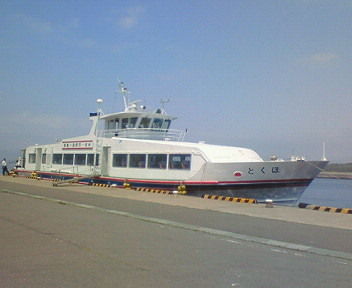
2008年まで運航していた「ほくと」

### 運航されていた過去の船舶

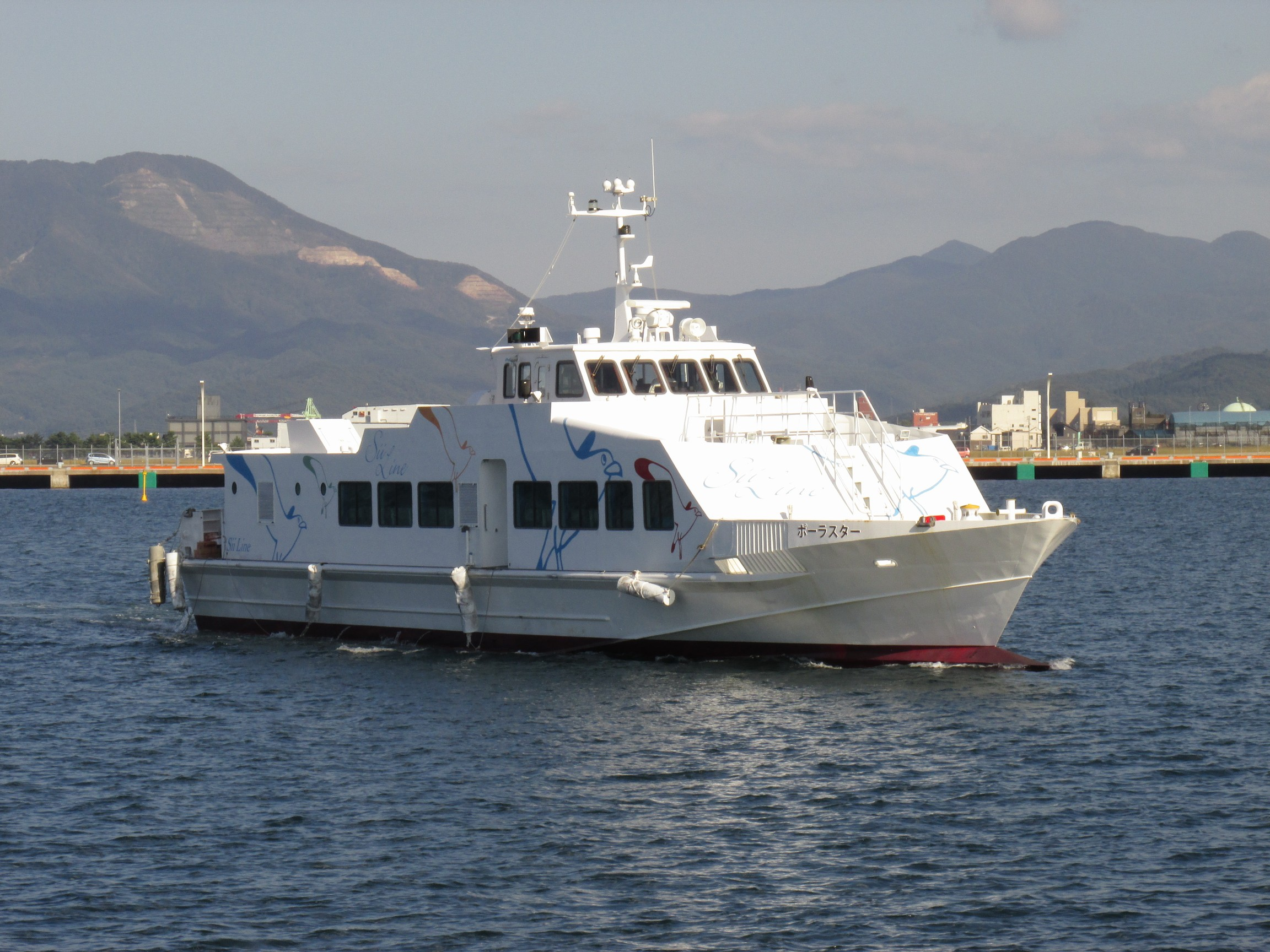
ポーラスター
2008年11月13日就航、墨田川造船建造。
全長32m、全幅6m、旅客定員90名、ディーゼル2基、機関出力2,856PS、最大速力23ノット
利用実績に基づいて旅客定員が減らされた一方、船体を鋼製に変更、機関出力の強化により、荒天時の就航率が改善された。
ほくと
1987年就航、2008年11月12日引退、墨田川造船建造。
90総トン、全長30m、全幅6m、旅客定員126名、ディーゼル2基、機関出力2,000PS、最大速力23ノット
アルミ製高速船で、船内には自動販売機、公衆電話が設置されていた。貨物輸送は行っていなかったが、手荷物（縦×横×高さ200cm以下）およびバイク・自転車の搭載が可能であった。